# Delphinium lacostei
Delphinium lacostei är en ranunkelväxtart som beskrevs av Paul Auguste Danguy. Delphinium lacostei ingår i släktet storriddarsporrar, och familjen ranunkelväxter. Inga underarter finns listade i Catalogue of Life.